# Zoltan Sabov
Zoltan Sabov (auch Szabó Zoltán, Zoltán Árpádovich Szabov, Золтан Арпадович Сабов, Цольтан Забов; * 28. August 1951 in Botragy, Sowjetunion) ist ein deutsch-ungarischer an der Freien Universität Berlin habilitierter Professor für Wirtschaftspolitik sowie Innovationsmanagement. Er lehrte an der Staatsuniversität Sankt Petersburg in der Russischen Föderation und wurde 2016 emeritiert.

## Leben
Sabov beendete die 8. Klasse der ungarischen Grundschule 1966 in Uschhorod, der westlichsten Stadt der Ukrainischen Sozialistischen Sowjetrepublik. Nach der Umsiedlung seiner Familie nach Ungarn absolvierte er eine vierjährige Ausbildung im Volkswirtschaftlichen Technikum (Fachoberschule) in Miskolc. Mit 18 Jahren kam er nach Nürnberg und wurde als politischer Flüchtling anerkannt. Nach einer Prüfung zur Feststellung der Hochschulreife im Studienkolleg bei den Wissenschaftlichen Hochschulen Münchens im Jahre 1972 fing er sein Studium der Betriebswirtschaft an der Friedrich-Alexander-Universität Erlangen-Nürnberg an und wechselte 1973 zur Freien Universität Berlin. An der Fakultät für Wirtschaftswissenschaft der Freien Universität Berlin erlangte Sabov Diplome in Betriebswirtschaftslehre (1976) und Volkswirtschaftslehre (1984). 1984 wurde Sabov an der Freien Universität Berlin zum Dr. rer. pol. promoviert. Dissertationsthema: Zyklische wirtschaftliche Aktivitätsschwankungen in sozialistischen Planwirtschaften – Eine Systematisierung ihrer Ursachen anhand der vorhandenen Erklärungsversuche. Die Dissertation wurde im Jahre 1988 in der Volksrepublik China auch auf Chinesisch veröffentlicht. Es folgte im Jahre 2000 die Habilitation an der Freien Universität Berlin mit der Venia Legendi für Wirtschaftspolitik unter besonderer Berücksichtigung der Volkswirtschaften Osteuropas. Thema der Habilitationsschrift: Die Währungskonvertibilität als Voraussetzung und Ergebnis der Transformation sozialistischer Planwirtschaften in Marktwirtschaften. Die Habilitationsschrift wurde in Sankt Petersburg auf Russisch veröffentlicht.
In den Jahren 1977–1978 war Sabov wissenschaftliche Hilfskraft an der Westfälischen Wilhelms-Universität Münster, Institut für Genossenschaftswesen, Abteilung für Osteuropa. Von 1978 bis 1993 war er als Wissenschaftlicher Assistent und wissenschaftlicher Mitarbeiter am Osteuropa-Institut der Freien Universität Berlin in der Abteilung Wirtschaft tätig. 1993 wurde Sabov von der GIZ/CIM (damals GTZ, Gesellschaft für technische Zusammenarbeit) als Integrierte Fachkraft an die Wirtschaftsfakultät der Staatsuniversität Sankt Petersburg / Russland verschickt, wo er bis 2016 am Lehrstuhl für Innovationsmanagement als Professor für Wirtschaft lehrte. Im Rahmen dieses Projektes unterrichtete er kurzzeitig auch an der Staatlichen Universität Jaroslaw-der Weise Nowgorod. Einen Ruf an die Staatliche Technische Universität des Fernen Ostens in Wladiwostok/Russland lehnte Sabov ab.
Parallele Tätigkeiten zu der Professur in Sankt Petersburg von Sabov waren:
- Von 2001 bis 2005 als Direktor des Instituts für Deutschlandforschung an der Europäischen Humanistischen Universität Minsk, Weißrussland (DAAD-Langzeitdozent)
- Von 2005 bis 2007 in der Industrie- und Handelskammer Sankt Petersburg (Integrierte Fachkraft GIZ/CIM)
- Von 2010 bis 2012 im Georgi-Eliava-Institut für Bakteriophagen, Mikrobiologie und Virologie, Staatliche Ilia-Universität, Tiflis/Georgien, als Projektleiter (Integrierte Fachkraft GIZ/CIM)

Sabov hat 96 Veröffentlichungen vorzuweisen, darunter Lehrbücher, Monografien sowie Artikel in deutschen, russischen, englischen und amerikanischen Fachzeitschriften. Darüber hinaus hat er Lehrbuchübersetzungen vom Deutschen ins Russische durchgeführt. Seine Abschlussvorlesung an der Staatsuniversität Sankt Petersburg im Jahre 2016 ist in vier von ihm gesprochenen Sprachen (Deutsch, Ungarisch, Russisch, Englisch) verfügbar.
Sabov setzt sich seit 2016 für die Integrierung Russlands nach Europa ein. Im Juli 2024 wurde die von ihm gegründete Partei „Deutsche Integrationspartei Russland-Europa/DRE“ in die Parteienliste der Bundeswahlleiterin aufgenommen.